# Université d'État de Louisiane à Alexandria
L'université d'État de Louisiane à Alexandria (en anglais : Louisiana State University at Alexandria, LSU Alexandria ou LSUA) est une université américaine située à Alexandria en Louisiane.

## Galerie

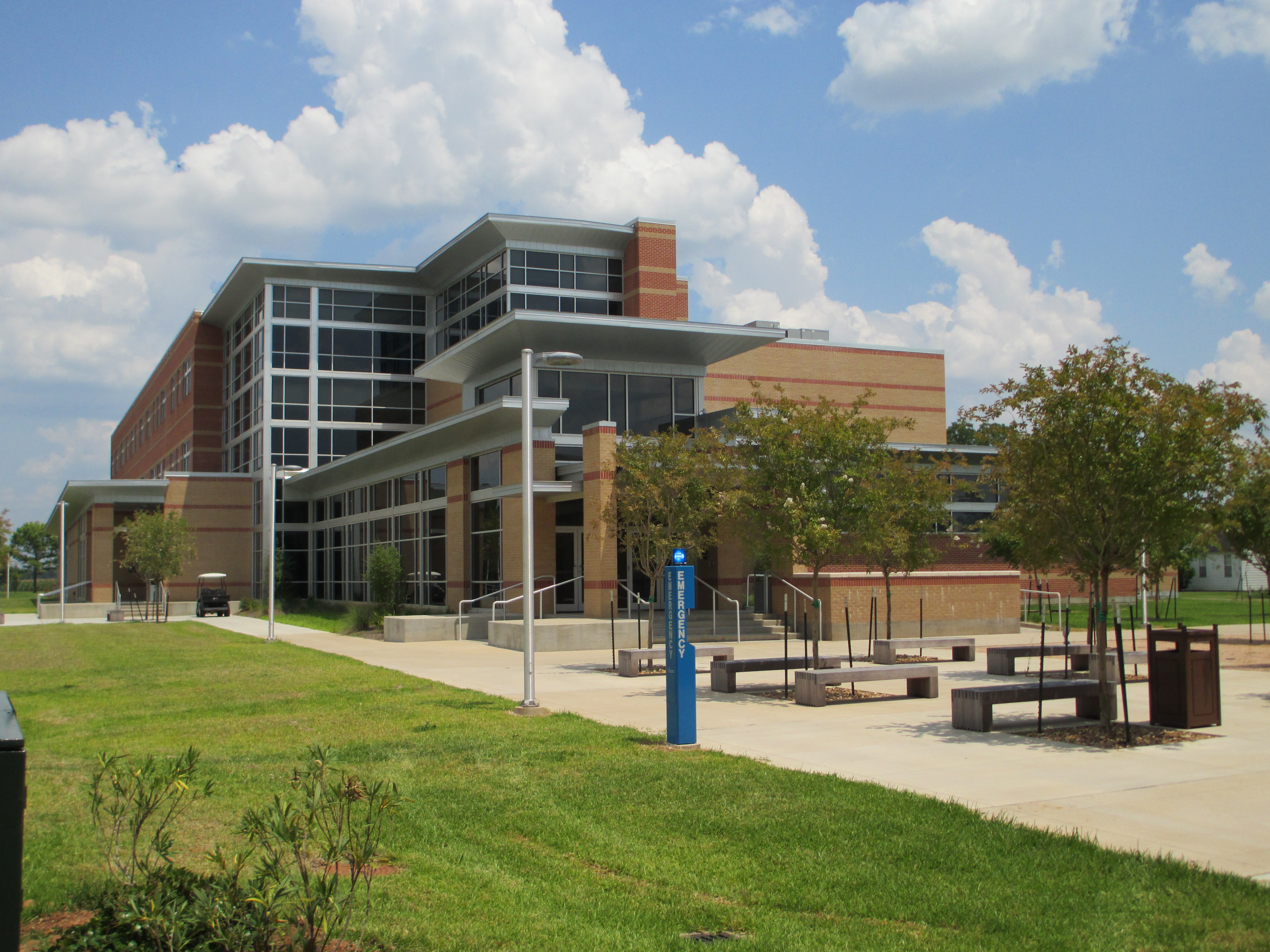
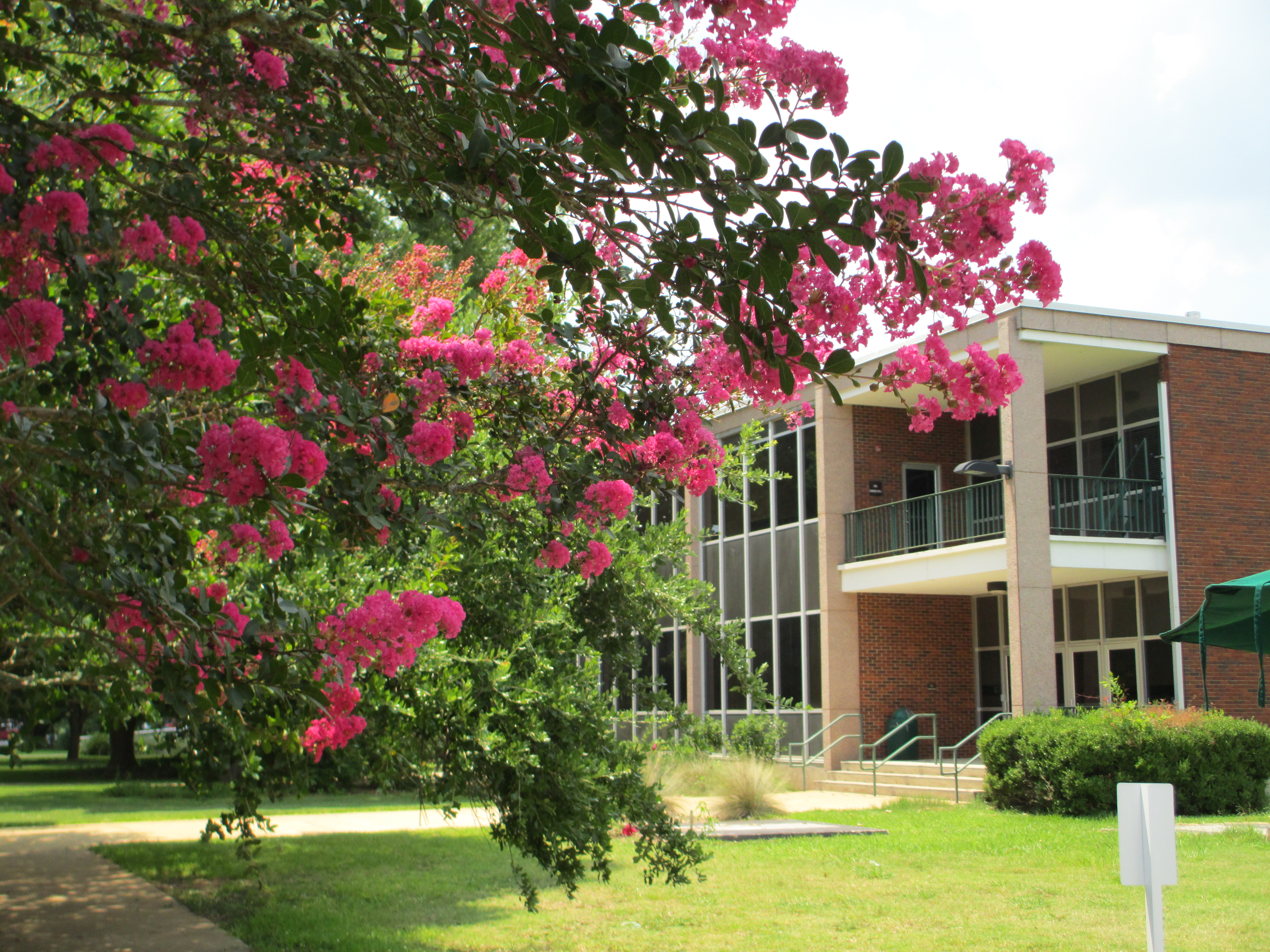
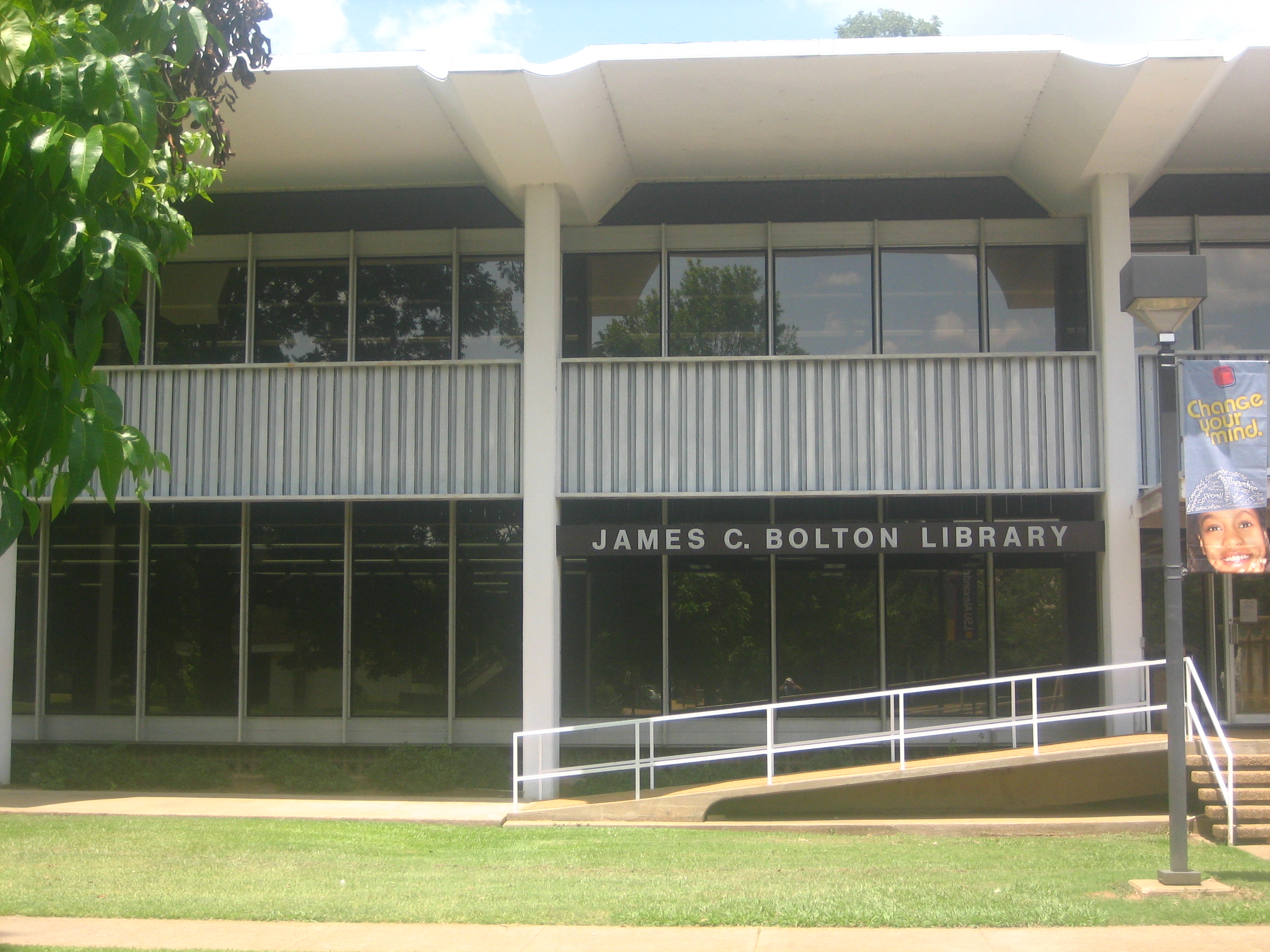

## Source
- (en) Cet article est partiellement ou en totalité issu de l’article de Wikipédia en anglais intitulé « Louisiana State University at Alexandria » (voir la liste des auteurs).